# Eschweiler

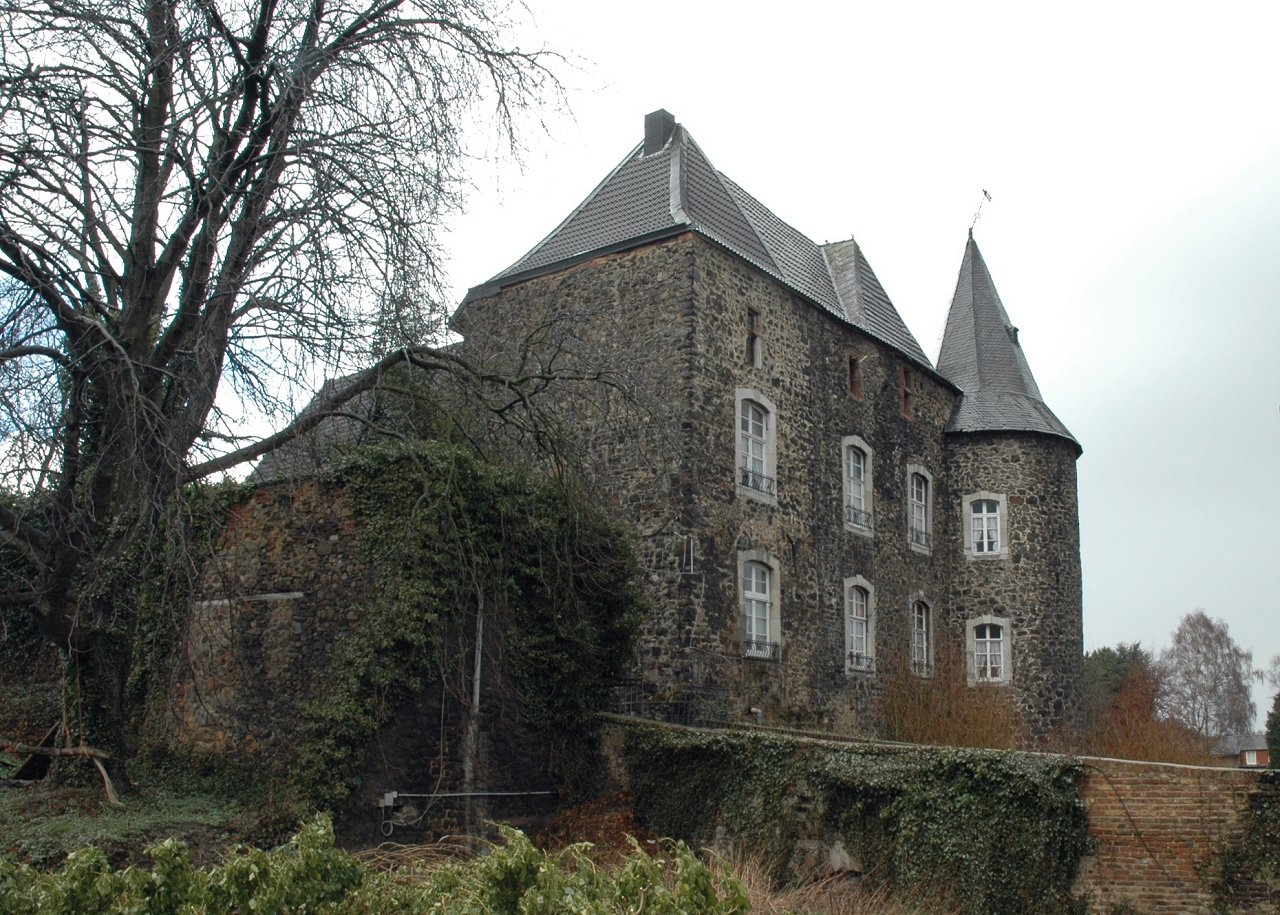
Castillo de Roethgen.

Eschweiler, ciudad de Renania del Norte-Westfalia (Alemania), situada en el Distrito de Aquisgrán, cerca de Aquisgrán. Se encuentra junto a las fronteras con Bélgica y los Países Bajos. Población: 55.909 (2015).
Central eléctrica de lignito, industria metalúrgica, industria química, cuartel militar (Bundeswehr).
Castillos, lago artificial Blausteinsee, praderas del Inde, campo de golf, centro de carnaval.